# Българите в Детройт
„Българите в Детройт“ е вестник на българската общност в Детройт, САЩ. Основан е през септември 2006 г.
Вестникът се стреми да информира българската общност в Детройт за събития в региона.